# The English Game
The English Game és una sèrie dramàtica britànica de televisió, dirigida per Julian Fellowes per a Netflix, sobre els orígens del futbol modern a Anglaterra. La sèrie, de sis capítols, es va estrenar el 20 de març de 2020.

## Sinopsi
A la dècada de 1870, el futbol a Gran Bretanya era un esport per als rics. En el marc de la lluita de classes, una estrella de la classe treballadora (Fergus Suter) i el seu homòleg de classe alta (Arthur Kinnaird), s'uneixen per canviar el joc per sempre.

## Repartiment

### Principal
- Edward Holcroft com a Arthur Kinnaird, onzè Lord Kinnaird.
- Kevin Guthrie com a Fergus Suter
- Charlotte Hope com a Margaret Alma Kinnaird
- Niamh Walsh com a Martha Almond
- Craig Parkinson com a James Walsh
- James Harkness com a Jimmy Love

### Secundari
- Ben Batt com a John Cartwright
- Gerard Kearns com a Tommy Marshall
- Henry Lloyd-Hughes com a Alfred Lyttelton
- Kerrie Hayes com a Doris Platt
- Joncie Elmore com a Ted Stokes
- Mary Higgins com a Ada Hornby
- Sam Keeley com a Smalley
- Harry Michell com a Monkey Hornby
- Philip Hill-Pearson com a Tom Hindle

### Recurrent
- Daniel Ings com a Francis Marindin
- Kate Phillips com a Laura Lyttelton
- Kelly Price com a Lydia Cartwright
- Anthony Andrews com a Lord Kinnaird
- Sylvestra Le Touzel com a Lady Kinnaird
- Sammy Hayman com a Davy Burns
- Lara Peake com a Betsy Cronshaw
- John Askew com a Jack Hunter
- Michael Nardone com a Douglas Suter
- Kate Dickie com a Aileen Suter